# Pupalia remotiflora
Pupalia remotiflora är en amarantväxtart som beskrevs av Horace Bénédict Alfred Moquin-Tandon. Pupalia remotiflora ingår i släktet Pupalia och familjen amarantväxter. Inga underarter finns listade i Catalogue of Life.